# Nomada palmeni
Nomada palmeni là một loài Hymenoptera trong họ Apidae. Loài này được Morawitz mô tả khoa học năm 1888.